# الراج البريطاني
الهند البريطانية أو الراج البريطاني هي المرحلة التاريخية التي استعمرت فيها مناطق الهند وباكستان وبنغلاديش وميانمار بواسطة الامبراطورية البريطانية منذ بداية القرن 19 حتى منتصف القرن 20. في اللغة الهندية، كلمة «راج» تعني «الحكم»، أي فترة الحكم البريطاني في المنطقة. كانت المناطق المستعمرة تمثل دولة واحدة. الحكم البريطاني في الهند انتهى في 15 أغسطس 1947.
بدأ الاستعمار البريطاني في شبه الجزيرة الهندية في عام 1858. معظم الأراضي التي وقعت في منطقة الهند البريطانية لم تحكم بواسطة الإمبراطورية البريطانية بشكل مباشر بل كانت ولايات أميرية مستقلة اسمياً، حكمت بواسطة الماهاراجا والراجا والثاكور والنواب الذين وقعوا معاهدات مع بريطانيا بشأن سيادتهم، وعرف هذا النظام بالحلف الإضافي. كانت مستعمرة عدن جزء من الهند البريطانية أيضاً منذ عام 1839، هذا بالإضافة إلى ميانمار (عرفت سابقاً باسم بورما) منذ عام 1886. استقلت كلتا المستعمرتين من الإمبراطورية البريطانية في عام 1937. حكمت أرض الصومال البريطانية بين عامي 1884 - 1898، وسنغافورة بين عامي 1819 - 1867 كجزء من الهند. بالرغم من أن سريلانكا تقع في شبه الجزيرة الهندية، إلا أنها حكمت مباشرة من لندن بخلاف الهند البريطانية.
على الرغم من أن بريطانيا كانت في مقدمة الدول الأوربية التي حققت وحدتها القومية في العصور الحديثة – قبل الكشوف الجغرافية – إلا أنها لم تشارك في الكشوف الجغرافية الجغرافية وما لحقها من عمليات استعمارية، إلا في وقت متأخر من نشاط البرتغال وإسبانيا، وكذلك الهولنديين بل والفرنسيين أيضاً. ولذلك جاء وصول بريطانيا إلى آسيا، بعد أن وطأت أقدام كل من البرتغاليين والهولنديين، ارضها، وبعد أن أخذت الإمبراطورية التجارية التي أقامها البرتغاليون هناك تتهاوى وتتراجع أمام الوجود الهولندي بالمياه الآسيوية، ولهذا تقابلت إنجلترا في المياه الآسيوية وجهاً لوجه بقوة أوربية. كان لها دور هام في التأثير على توجهات بريطانيا بآسيا – وخصوصاً بالهند – قرابة قرن من الزمان. وبمجرد أن أصاب الوهن الوجود الهولندي بالمياه الآسيوية، أخذت بريطانيا تزداد قوة وتأثيراً على الفعاليات الآسيوية، حتى أضحت القوة الأوربية الوحيدة التي ورثت معظم دور هولندا التجارى.
وجدير بالذكر أن هزيمة الارمادا الإسبانية التي حاولت غزو بريطانيا في سنة 1588- بسبب أعمال القرصنة التي كانت ترتكب من جانب البحارة الإنجليز تجاه السفن الإسبانية التي كانت تأتى محملة بالسبائك من أملاكها بالعالم الجديد – أمام القوات البريطانية في بحر المانش، أعطى إنجلترا إحساساً بقدرتها البحرية. ومن ثم أخذت تشارك الدول الأوربية الصراع البحرى والتجارى.
فبدأت السفن الإنجليزية أثناء القرن السادس عشر في الدخول إلى البحر الأبيض المتوسط للبحث عن السلع الشرقية والاتجار فيها، وعندما أوشك هذا القرن على الانتهاء، لم تعد تجارة البحر المتوسط تفى بحاجة السوق الإنجليزية من السلع الشرقية، ولذلك ايقن الإنجليز أنه ليست هناك وسيلة للوصول إلى ثروة الشرق إلا بمزاحمة البرتغاليين مباشرة في الأسواق الشرقية. ولهذا بدأت السفن الإنجليزية تهجر تدريجياً طريق البحر الأبيض المتوسط، وتتحول إلى الطريق البحرى الطويل، الذي استخدمه البرتغاليون في الوصول إلى الهند.

## التاريخ

### ما بعد تمرد عام 1857: الانتقادات الهندية والرد البريطاني
على الرغم من أن التمرد هز المشروع البريطاني في الهند، إلا أنه لم يخرجه عن مساره. أصبحت بريطانيا أكثر حذرًا مع نهاية الحرب. وانصب التركيز على أسباب التمرد واستُلخصت ثلاثة دروس رئيسية. أولًا، على المستوى العملي، كان هناك شعور بأنه ثمة حاجة لمزيد من التواصل والألفة الحميمة بين البريطانيين والهنود، لا فقط بين ضباط الجيش البريطاني وموظفيهم الهنود بل في الحياة المدنية أيضًا. أعيد تنظيم الجيش الهندي بشكل كامل: وحُلت الوحدات التي كانت مكونة من مسلمين وبراهمة من مقاطعتي أغرا والعود المتحدة، اللتين شكلتا قلب التمرد. تشكلت أفواج جديدة، كالسيخ والبلوش الذين ضما هنودًا أظهروا حسب تقديرات البريطانيين صمودًا. ومنذ ذلك الحين فصاعدًا، بقي تنظيم الجيش الهندي على حاله حتى عام 1947. كشف تعداد عام 1861 أن عدد السكان الإنجليز في الهند كان 125,945 نسمة. ومن بين هؤلاء كان تعداد المدنيين يبلغ نحو 41,862 مدنيًا فقط مقارنة بنحو 84,083 ضابطًا ورجلًا أوروبيًا في الجيش. في عام 1880، تألف الجيش الهندي الدائم من 66 ألف جندي بريطاني و130 ألف من السكان الأصليين و350 ألف جندي في الجيوش الأميرية.
ثانيًا، كان هناك شعور أيضًا بأن كلًا من الأمراء وكبار ملاك الأراضي قد أثبتوا، برفضهم الانضمام إلى التمرد، بحسب تعبير اللورد كانينغ أنهم «حواجز أمواج في عاصفة». وكانوا قد كوفئوا أيضًا في الراج البريطاني الجديد من خلال الاعتراف بهم بشكل رسمي في المعاهدات التي وقعتها كل دولة في تلك الآونة مع التاج. في الوقت نفسه، كان ثمة شعور بأن الفلاحين، الذين أجريت من أجل مصلحتهم الإصلاحات الكبيرة للأراضي في المقاطعات المتحدة، كانوا قد أظهروا عدم ولائهم، في العديد من الحالات، عبر القتال دفاعًا عن ملاك الأراضي السابقين ضد البريطانيين. ونتيجة لذلك، لم تُنفّذ المزيد من إصلاحات الأراضي على مدى التسعين عامًا التي تلت: كان من المقرر أن تبقى البنغال وبيهار مملكتين لممتلكات كبيرة من الأراضي (على عكس بنجاب وأتر برديش).
ثالثًا، شعر البريطانيون بخيبة أمل من رد الفعل الهندي حيال التغير الاجتماعي. إذ حتى اندلاع الثورة، كانوا يدفعون بحماسة نحو إجراء إصلاح اجتماعي، كحظر الستي الذي قام به اللورد ويليام بينتينك. كان هناك شعور عندئذ بأن العادات والتقاليد في الهند كانت قوية جدًا وأكثر جمودًا من أن تتغير بسهولة، ونتيجة لذلك، لم يتدخل البريطانيون بشكل أكبر من الناحية الاجتماعية، ولا سيما في الأمور التي تتعلق بالدين، حتى حين كان لدى البريطانيين رغبة قوية في ما يتعلق بهذه القضية (كما في حالة إعادة تزويج الأرامل الأطفال الهندوس). وقد تجسد هذا بشكل أكبر في إعلان الملكة فيكتوريا الذي صدر مباشرة بعد التمرد. نص الإعلان على «أننا ننكر على حد سواء حقنا ورغبتنا في فرض قناعاتنا على أي من رعايانا»، الأمر الذي دل على الالتزام الرسمي البريطاني بالإحجام عن التدخل الاجتماعي في الهند.

### ستينيات القرن التاسع عشر وتسعينياته: صعود المؤتمر الوطني الهندي
بحلول عام 1880، نشأت طبقة وسطى جديدة في الهند وامتدت بشكل ضئيل في كافة أنحاء البلاد. وعلاوة على ذلك، كان هناك تضامن متزايد بين أعضائها نتج عن «حافز مشترك من التشجيع والغضب». نشأ التشجيع الذي شعرت به هذه الفئة من نجاحها في التعليم وقدرتها على الاستفادة من مزايا ذلك التعليم مثل التوظيف في الخدمة المدنية الهندية. وكان قد نشأ أيضًا من إعلان الملكة فيكتوريا لعام 1858 الذي أعلنت فيه «إننا نلزم أنفسنا تجاه السكان الأصليين في أراضينا الهندية بنفس الالتزام بالواجب الذي يربطنا بجميع رعايانا الآخرين». نال الهنديون التشجيع بشكل خاص حين مُنحت كندا مكانة مستعمرة ذات سيادة في عام 1867 وأنشأت دستورًا ديمقراطيًا مستقلًا. أخيرًا، جاء التشجيع من أعمال العلماء الشرقيين المعاصرين مثل مونير مونير ويليامس وماكس مولر، الذين كانوا يقدمون الهند القديمة في أعمالهم كحضارة عظيمة. من ناحية أخرى، لم يكن الغضب ناتجًا فقط عن حوادث التمييز العنصري على أيدي البريطانيين في الهند، بل أيضًا من الإجراءات الحكومية مثل استخدام القوات الهندية في الحملات الإمبراطورية (في الحرب الإنجليزية الأفغانية الثانية على سبيل المثال) ومحاولات السيطرة على الصحافة العامية (مثلًا في قانون الصحافة العامية لعام 1878).
إلا أن الأمر الذي حول السخط إلى فعل سياسي كان الإبطال الجزئي من قبل الحاكم لورد ريبون لقانون ليبرت، وهو إجراء تشريعي اقترح وضع القضاة الهنود في رئاسة البنغال على قدم المساواة مع القضاة البريطانيين. في 28 ديسمبر 1885، تجمع في بومباي مهنيون ومثقفون من هذه الطبقة الوسطى، العديد منهم نالوا تعليمهم في جامعات أسسها البريطانيون في بومباي وكلكتا ومدراس، وكانوا على اطلاع على أفكار الفلاسفة السياسيين البريطانيين، ولا سيما الفلاسفة النفعيين. أسس هؤلاء السبعون رجلًا المؤتمر الوطني الهندي، وانتُخب ووميش تشندر بونيرجي أول رئيس له. تألفت العضوية من نخبة غربية الثقافة ولم يبذل أي جهد في تلك الآونة لتوسيع القاعدة.
خلال سنواته العشرين الأولى، جادل المؤتمر بصورة رئيسية حول السياسة البريطانية إزاء الهند، إلا أن جدالاته خلقت نظرة هندية جديدة حملت بريطانيا العظمى المسؤولية عن استنزاف ثروة الهند. وزعم القوميون أن بريطانيا فعلت ذلك من خلال تجارة غير عادلة وعبر قيود فُرضت على الصناعة الهندية الأصلية وعبر استخدام ضرائب هندية لدفع الرواتب المرتفعة لموظفي الخدمة المدنية البريطانيين في الهند.
شغل توماس بارينغ منصب الحاكم العام للهند بين عامي 1872 و1876. وكانت الإنجازات الرئيسية لبارينغ نتيجة لكونه مصلحًا يتمتع بطاقة عالية كرس نفسه لتطوير جودة الحكومة في الراج البريطاني. فبدأ إغاثة واسعة النطاق للمجاعة وخفّض الضرائب وتغلب على المعوقات البيروقراطية في محاولة للحد من المجاعة والاضطراب الاجتماعي واسع النطاق. وعلى الرغم من تعيينه من قبل حكومة ليبرالية، كانت سياساته مطابقة للحكام العامين الذين عينوا من قبل الحكومات المحافظة.
بحلول الثمانينيات من القرن التاسع عشر كان الإصلاح الاجتماعي قد بات ملحوظًا. فعلى سبيل المثال، تبنت بانديتا راماباي، وهي شاعرة وعالمة في اللغة السنسكريتية ومناصرة لتحرر النساء الهنديات، قضية إعادة تزويج الأرامل، وعلى وجه التحديد الأرامل البراهمة، واعتنقت المسيحية في وقت لاحق. وبحلول عام 1900 كانت الحركات الإصلاحية قد تجذرت ضمن المؤتمر الوطني الهندي. أسس عضو المؤتمر غوبال كريشنا جوخال مجتمع خدم الهند التي مارست ضغوطًا لإجراء إصلاح تشريعي (على سبيل المثال، من أجل قانون يسمح بإعادة تزويج الأرامل الأطفال الهندوس)، والتي أخذ أعضاؤها نذر الفقر وعملوا ضمن مجتمع المنبوذين.
وبحلول عام 1905، وقع انشقاق عميق بين المعتدلين، بقيادة جوخال الذي قلل من أهمية التحريض العام، و«المتطرفين» الجدد الذين لم يكتفوا بتأييد التحريض، بل أيضًا رأوا في السعي وراء الإصلاح الاجتماعي إلهاءًا عن القومية. من بين المتطرفين البارزين كان بال جانجادهار تيلاك، الذي حاول حشد الهنود من خلال مناشدة هوية سياسية هندوسية صريحة كانت قد عُرضت، على سبيل المثال، في مهرجانات جاناباتي العامة السنوية التي افتتحها في غرب الهند.

### بداية القرن السابع عشر
ومع بداية القرن السابع عشر، عمل الإنجليز على الاتصال بالسلع الشرقية في منابعها، وقد جاء ذلك على يد شركة الهند الشرقية الإنجليزية (بالإنجليزية:  East India Trade Company)‏ التي تأسست في 1601، لممارسة واحتكار التجارة في المنطقة الواقعة إلى الشرق من رأس الرجاء الصالح، وشراء الأراضى في ذات المنطقة، فضلاً عن منافسة الهولنديين في تجارة التوابل هناك، لاحتكارهم هذه التجارة في أوروبا، ورفعهم لأسعارها إلى حد لا يطاق.
وأبحرت أول سفينة للشركة في اتجاه الشرق في يناير 1601، وتمكنت من الوصول إلى اتشين بسومطره، ثم عادت بعد سنتين ونصف تقريباً، تحمل كميات من التوابل. وتوالت بعد ذلك الرحلات التي قصدت جزر التوابل على وجه الخصوص.
وقد واجهت الشركة مشكلة خطيرة هناك، عملت على أثناء الشركة عن الاستمرار في نشاطاتها التجارية بهذه المناطق. وتمثلت هذه المشكلة في إمكانية توفير البديل للتوابل، بما يجعل الميزان التجارى متعادلاً، لأن الصادرات البريطانية إلى هذه الجزر، لم تكن تضاهى من حيث الأهمية والقيمة وارداتها منها، ولذلك كان لابد أن يسوى الفرق في الميزان التجارى بدفع السبائك المعدنية.
ولما كانت بريطانيا في ذلك الوقت تفرض قيوداً على خروج السبائك، لأنها كانت تعانى من شح فيها بالمقارنة إلى غيرها من الدول الأوربية التي سيطرت على مصادر السبائك بالعالم الجديد. فإن الشركة أخذت تبحث عن البديل للتوابل بعيداً عن السبائك المعدنية. وسرعان ما اكتشف وكلاء الشركة بالجزر طريقة مناسبة لحل مشكلتها، عندما أفادت تقاريرهم أن تلك الجزر تعانى من نقص في المنسوجات، ومن ثم سيشتد بها الطلب على المنسوجات الهندية إذا ما قامت الشركة بجبلها وبيعها، في بانتام وملقا، وأمكن بالتالى تمويل تجارة التوابل من أرباح ترويج المنسوجات الهندية، بين موانئ جزر التوابل والهند.
لذلك اتجهت نية الشركة الإنجليزية إلى إنشاء مركز تجارى لها بالهند، يكون بمثابة محطة تجميع للمنسوجات الهندية التي كان يأتي معظمها من منطقة البنغال، ووقع اختيار الشركة على سورات حيث نجحت في إقامة مقر لها هناك في سنة 1612.
ولا يعنى هذا أن الأمور قد استقرت لشركة الهند الشرقية الإنجليزية بأرخبيل الملايو، فسرعان ما أخذ الهولنديون يقيمون العراقيل في وجه الإنجليز تمهيداً لأبعادهم من المنطقة، وتمثلت العراقيل في المنافسة غير المتكافئة بين الشركتين الهولندية والإنجليزية، وقد ساعد تضخم رأس مال الشركة الأولى، على قيامها بشراء التوابل بأسعار مرتفعة في مناطق إنتاجها، وقيامها ببيع ذات التوابل في أوروبا بأسعار تقل عن أسعار السوق. وإزاء هذا فضلت شركة الهند الشرقية الإنجليزية الانسحاب على البقاء غير المجدى في هذه المنطقة.

## شعار التجارة في الهند
وأدى هذا الانسحاب بالشركة إلى تركيز نشاطها بالهند، وقد رفعت الشركة هناك في البداية شعار التجارة دون هيمنة إقليمية. ومن هنا كانت سياستها تقوم في البداية على إقامة المراكز وزيادة إعدادها بحذر كلما أمكن ذلك.
ولعل ظروف المجتمع الآسيوى بصفة عامة والهند بصفة خاصة، التي جعلت شركة الهند الشرقية الإنجليزية ترفع هذا الشعار، لأن أي توسع أوربى في آسيا في ذلك الوقت – أوائل القرن السابع عشر – كان من الصعوبة بمكان لوجود كيانات سياسية قوية متماسكة، تتمتع بقدرات عسكرية واقتصادية، وإدارية، تفوق الأوربيين القادمين أنفسهم. ففى أقصى الشرق كانت هناك إمبراطورية الصين القوية التي امتد نفوذها في وقت من الأوقات إلى ارخبيل الملايو، وكذلك اليابان ذات الحساسية المفرطة لسيادتها. أما في الهند فكان هناك أباطرة المغول الأقوياء، الذين كانوا قد نجحوا في هذا الوقت بالذات في حكم الجزء الأكبر من شبة القارة الهندية. وحتى النظامات الصغيرة الواقعة على جوانب تلك الإمبراطوريات الضخمة، كانت من القوة والحرص على سيادتها، بما جعلها تتصدى لآية محاولة أوربية توسعية.
ولهذا عملت الشركة للحصول على مواقع في أغلب الإمبراطوريات القائمة، أقامت فيها وكالات تجارية كثيرة، وظلت تلك المواقع والوكالات تحت السيادة الفعلية لحكام الشرق الأقوياء ومنح الأوربيين تسهيلات وفرمانات وامتيازات تجارية حددتها قوة الآسيويين، انطلاقاً من موقع القوة لا الضعف، والتي جاءت بالقدر الذي يتلاءم مع مصالحهم ورغباتهم. وهذا يعنى أن الإنجليز – وغيرهم من الأوربيين – مارسوا نشاطاتهم التجارية في القرن السابع عشر، في أغلب آسيا – بما فيها الهند – برضى الحكام الآسيويين وتحت حمايتهم.
وفي هذه الظروف قامت الوكالات التجارية الإنجليزية في الهند، والتي ما أن وافت سنة 1647 حتى أصبح لشركة الهند الشرقية الإنجليزية ثلاثة وعشرون مركزاً تجارياً بالسواحل الهندية.

## السيطرة علي بومباى
وفي أوائل ستينيات القرن السابع عشر، تمكنت شركة الهند الشرقية الإنجليزية من السيطرة على بومباى، وتم نقل مركز الشركة إليها من سورات - حيث كانوا يعيشون في ظل الحكام الهنود- التي كان بإمكان مدافع أسطول الشركة الدفاع عنها بسهولة، وبعد ذلك أخذت الشركة تبدى اهتماماً كبيراً بمنطقة البنغال، وقد قام أحد رجال الشركة هناك، جوب جارناك Jab Charnask ببناء قاعدة للشركة في سنة 1686، فيما عرف بعد ذلك بكلكتا – في مستنقعات نهر الكنج -، والتي تميزت بإمكانية الدفاع عنها أيضاً.
وبعد ذلك بأربع سنوات دار نزاع في البنغال بين جوب جارناك، ونائب الإمبراطور المغولي، أدى إلى إعلان الشركة الحرب على الإمبراطورية المغولية في سنة 1690 – عهد اورانكزيب – والتي انتهت بدحر قوات الشركة أمام المغول، وهجر كلكتا، وضياع مؤسسات الشركة في البنغال. وطلبها عقد الصلح، والذي بموجبه أعيد ممثلوها إلى كلكتا، وحصولها على اذن جديد بالتجارة، بعد أن دفعت غرامة حربية.
وبكلكتا أصبح لشركة الهند الشرقية الإنجليزية عند نهاية القرن السابع عشر ثلاث مراكز تجارية هامة بالهند، فإلى جانب كلكتا كانت هناك مدراس وبومباي التي كانت للشركة بها سيادة أرضية. وغير هذه المراكز كانت للشركة بعض المحطات التجارية الصغيرة على السواحل الهندية في إقليم ماسوليبتام بساحل الكورماندال – ساحل الهند الجنوبى الشرقى – والبنغال، وكذلك عدد من القرى منحتها حكومة دلهي للشركة بجوار مدراس.

## التجارة بالسواحل الهندية
وبذلك نجد أن شركة الهند الشرقية الإنجليزية لم تكن تسعى – في البداية- لفرض سيطرتها السياسية أو إنشاء إمبراطورية غير ساحلية، وإنما اقتصر نشاطها بالسواحل الهندية على الأعمال التجارية المشروعة والسلمية.
والجدير بالذكر أن هذه الشركة لعبت دوراً هاماً في تنمية وتطوير أنماط التجارة الهندية الأوربية. حيث اهتمت لأول مرة بالمنسوجات القطنية فذهبت النوعيات النفيسة منها إلى الأسواق الأوربية. أما النوعيات العادية فذهبت إلى الأسواق الأخرى لرخصها وكثرة استهلاكها.
وكان المصدر الرئيسى لهذه المنسوجات القطنية في البداية، يتمثل في ولاية كوجرات وساحل الكورماندال ومدراس. ثم انتقل الثقل في تجارة هذه السلعة بعد ذلك إلى البنغال، حيث تتوافر المواد الخام من الحرير والقطن. ففى خلال الفترة 1668-1681، ارتفعت واردات الشركة من الأنسجة القطنية البنغالية بنسبة 45%.
وحتى يظل احتكار تجارة المنسوجات الهندية في الأسواق الأوربية بيد شركة الهند الشرقية الإنجليزية. حرصت الشركة على أن يتماشى الإنتاج منها مع تغير الأذواق لدى المستهلك الأوربى، فاعتادت إرسال نماذج إلى مستخدميها في الشرق بما لا تراه ملائماً لأذواق الفئات الراقية في أوروبا. ولم تكن تلك النماذج في تغيير مستمر فحسب، بل طالبت الشركة أولئك المستخدمين بإرسال نوعيات جديدة وأشكال مبتكرة من الأقمشة القطنية كل عام. ولهذا ارتفعت نسبة المنسوجات الهندية إلى جملة تجارة الشركة من 73% في سنة 1664 إلى 83% بعد عقدين من ذات التاريخ.
وقد استطاعت الشركة تدبير احتياجاتها من الأموال اللازمة لتغذية تجارتها في المنسوجات بعيداً عن استيراد السبائك من لندن، والتي كانت لا تلجأ إليها إلا فيما ندر، حيث حاولت الشركة بقدر الإمكان تغطية قيمة البضائع الآسيوية من أرباحها في التجارة الآسيوية بين الموانئ الهندية والصينية وبالعكس. هذا علاوة على استفادتها بشكل غير مباشر من وراء سماحها للتجار البريطانيين بالعمل في التجارة بشروط كانت تحددها. وفي مقابل هذا السماح والحماية التي كانت توفرها الشركة للتجار، كانوا يدفعون لها ضرائب معينة وإلى جانب ذلك استفادت الشركة من وراء نقل سلع هؤلاء التجار على سفنها، ليس هذا فحسب، بل أنها استفادت من عمليات التحويلات النقدية التي ألفها التجار الأجانب، الذين كانوا يرغبون في تحويل مكاسبهم في الشرق إلى أوروبا، ولذلك اعتادوا شراء حوالات من الشركة قابلة للدفع في لندن، وبذلك دبرت الشركة الأموال التي كانت في أمس الحاجة إليها لتغطية أثمان السلع الشرقية التي تبتاعها دون أن تضطر إلى استيراد ذلك من أوروبا.
ولهذا استطاعت شركة الهند الشرقية الإنجليزية الاحتفاظ لنفسها بنصيب الأسد في تجارة الهند الخارجية وأن تسجل تفوقاً مطلقاً للإنجليز في هذا المجال، على الرغم من تزايد حدة المنافسة التجارية الأوربية لها هناك. خاصة بعد أن أسس الفرنسيون في سنة 1664 شركة الهند الشرقية الفرنسية، وازداد نشاط الأوربيين العاملين في تجارة الشرق في أواخر القرن السابع عشر وأوائل القرن الثامن عشر.
وهذا التفوق الذي أحرزته شركة الهند الشرقية الإنجليزية في تجارة الهند، جعلها تعمل على تبديل شعارها، الذي سبق أن رفعته عندما اتصلت لأول مرة بالمجتمع الهندى. وأخذت تلجأ لاستخدام الأساليب المسلحة في العمليات التجارية، ليس هذا فحسب، بل أنها حاولت الحصول على مكاسب أخرى تتخطى نطاق التجارة. بعد أن أخذ نشاط الشركة بالهند يواجه ببعض التحديات التي كانت افرازاً لضعف الأنظمة السياسية داخل الهند.
فلما كانت ظروف المجتمعات الآسيوية بصفة عامة والمجتمع الهندى بصفة خاصة، السبب الرئيسى في جعل الشركة ترفع شعار التجارة السلمية، فإن التطورات التي طرأت على ذات الظروف، كانت السبب في إحداث المتغيرات الجديدة في سياسة الشركة إزاء الأراضى الهندية.
حيث أصيب المجتمع الهندى بالتفكك، بعد أن انهارت الإمبراطورية المغولية على أثر وفاة اورانكزيب (1657-1707). ومن ثم تحولت الهند برمتها إلى دول يعترف معظم حكامها اسمياً بأباطرة ضعاف يخلف أحدهم الآخر في دلهي، هذا في الوقت الذي انتعشت فيه المقاومة الهندوكية المتمثلة في الماراثا (بالإنجليزية: Marathas)‏ الذين أخذوا يسببون للشركة قلقاً في سورات.

## نفوذ الشركة
وإزاء هذا الوضع الذي أضحت فيه الإمبراطورية المغولية عاجزة عن توفير الحماية للشركة. في وقت ازدادت فيه المقاومة الهندوكية، أخذ الأوربيون يعملون للاعتماد على أنفسهم. فأخذت الشركة تعمل على تدعيم مركزها بالمناطق التي امتد إليها نفوذها، ولما كانت البنغال تعد أهمها، عمل الإنجليز على تحصين بعض المراكز هناك، وأدى ذلك إلى وقوع صدام بين نائب الإمبراطور المغولي بالبنغال والإنجليز، كاد يفقد الإنجليز كلكتا لولا نجدة كلايف – مسؤول الشركة بالهند – لإنقاذ الإنجليز بالبنغال. حيث استطاع استعادة كلكتا، وأخذ يتطلع للاستيلاء على ثروات نواب البنغال، وهذا ما أدى إلى وقوع معركة «بلاسى Plassey 1757»، بين قوات سراج الدولة النائب المغوليبالبنغال وقوات كلايف، والتي انتهت بنصر حاسم للإنجليز بمقتضاه عزل سراج الدولة وعين بدلاً منه نائباً آخر كان موالياً للشركة.
وجدير بالذكر أن هناك عامل هام ساعد قوات الشركة على الانتصار في معركة بلاسى، تمثل في تلك الصفقة التجارية التي عقدت بين طبقة التجار والشركة، والتي بموجبها لم يقدم القادة العسكريين على أي قتال جدى بعد أن قبضوا الثمن، ولهذا بمجرد انتهاء المعركة، طالب التجار الإنجليز بالحصول على نصيبهم من الغنائم، فحصلوا على إعفاء تجارتهم من الضرائب، التي كانت قد بلغت حداً من الكثرة أثقل كاهلهم.
ولم يؤثر النصر الحاسم الذي حققته الشركة في معركة بلاسى إلى سيطرتها على البنغال فحسب، بل كانت نتائج هذه المعركة نقطة تحول في تطور مركز إنجلترا بالهند، وفي المنافسة الإنجليزية الفرنسية هناك أيضاً، تلك المنافسة التي بدأت بتأسيس شركة الهند الشرقية الفرنسية واستقرار الفرنسيين في بوندشيرى. واستمرارهم في تدعيم وجودهم بالهند. ثم جاءت معركة بلاسى لتقضى على كل مطالب الفرنسيين في الهند بعد أن هزموا وحلفائهم أمام قوات الشركة البريطانية.
وبعد أن فرغ كلايف بقواته من المهمة البنغالية، تطلع إلى احتلال دلهي، لكنه أدرك أن إمكانيات الشركة غير معدة لتحمل الأعباء التي ستنجم عن هذا التوسع نحو دلهي، ولهذا آثر التراجع عن هذا التطلع، لكن سرعان ما أدى عدم استسلام البلاط المغولي في دلهي للتغير الذي طرأ على أوضاع البنغال، وعزمه على التدخل في شئونها، إلى وقوع اشتباك بوكسار في سنة 1764. والذي انهزمت فيه جيوش البلاط المغولى، واضطر إلى منح الشركة حق الديوانى The Diwani، وهي إدارة الإيرادات في كل من البنغال وبيهار واريسا العريقة الثراء، التي كانت خاضعة لنواب البنغال.
وكان هدف الشركة من الحصول على الديوانى، هو الاستفادة من فائض الإيرادات لحسابها، بما يساعدها على تمويل تجارتها بالهند. وكان هذا يعد أول خطوة مهمة للسيطرة البريطانية على الهند، وبدلاً من أن تملأ خزائن الشركة بالأموال بعد أن حصلت على الديوانى، ازدادت احتياجاً وتفسخاً بل واضطراباً، نتيجة تسرب كل فائض إقليم البنغال وبالذات الديوانى إلى جيوب مستخدمي الشركة. ولذلك تطلب الأمر إجراء إصلاح عاجل، قبل أن تسير الشركة إلى نفس مصير الشركة الهولندية. ولتحقيق هذه المهمة وقع الاختيار على وارن هاستنجز (بالإنجليزية: Warren Hastings)‏ الذي يعد من أبرز الشخصيات الإنجليزية في تاريخ الهند.
وقد تولى وارن هاستنجز (بالإنجليزية: Warren Hastings)‏ منصب حاكم البنغال لمدة ثلاث عشرة سنة، وفي عام 1774 إصدار البرلمان الإنكليزى ما عرف بقانون التنظيم The Regulating Act، والذي بموجبه رقى وارن إلى منصب الحاكم العام (بالإنجليزية: Governor General)‏، وامتدت صلاحياته إلى الإشراف على كثير من المناطق بما فيها بومباي ومدراس، والتي كانت تنفصل حتى وقت تعيينه عن بعضها البعض، وترتبط كل واحدة منها بلندن مباشرة. وكان هاستنجز يعمل لخلق هيكل متبلور لكيان سياسى بريطاني في الهند.
وقد انصبت إصلاحات هاستنجز على البنغال – الإقليم الوحيد الذي كان تحت السيطرة البريطانية -، فقام بعزل كل الوكلاء المحليين الذين كانوا يتولون جمع الإيرادات، واسندت مهامهم إلى مجلس إدارة إيرادات كلكتا Board as Revenue of Calcuti. وبذلك قام بعمل أول خطوة حقيقية للإدارة البريطانية المباشرة في الهند، وإلى جانب ذلك قام بمنع الإعفاءات على التجارة الخاصة، وتخفيض الضريبة على كل التجارة، والتي حددها بـ 2.5% وذلك لتشجيعها بعد أن تدهورت.
وقد واجه هاستنجز بالهند تحدياً خطيراً عندما تحالفت قوى هندية – الماراثا، نظام حيدر أباد – ضد بريطانيا، وراحت تدمر بعض القوى البريطانية، وتهدد مدراس. هذا في الوقت الذي انشغلت فيه بريطانيا بحرب الاستقلال الأمريكية، ولم يكن في إمكانها إرسال قوات من أوروبا إلى الهند، غير أن هاستنجز استطاع أن يعيد الوضع لصالح بريطانيا، بعد أن تمكن من الانتفاع بشكل فعال بقواته في البنغال. هذا بالإضافة إلى استغلاله لحنكته السياسية في تفكيك ذلك التحالف.
وفي ظل وجود هاستنجز بالهند، استطاع أن يضم بوندشيري، وماهي – الممتلكات الفرنسية – لممتلكات الشركة، كما عقد مع نظام حيدر أباد أول معاهدة تبعية لقاء توفير الحماية لهذا النظام من تهديدات الماراثا. كذلك استطاع الإنجليز الاستيلاء على نصف ميسور نتيجة استمرار الحرب مع سلطان تيبو ابن حيدر علي، وكذلك نصف ولاية أوده Oudh والكارناتك، وضمت بومباي إليها سورات الميناء المغولى الهام.
وبينما كان عمليات التوسع والسيطرة تسير على قدم وساق بالهند جنباً إلى جنب مع محاولات الإصلاح الإداري والاقتصادي بالبنغال وغيرها، شرعت الحكومة البريطانية في أن يكون لها قسط وافر في إدارة الشؤون الهندية. ولذلك شرع البرلمان الإنجليزي ما عرف بقانون بت للهند Pitt India Act بمقتضاه أقيمت حكومة مشتركة، بعد أن صار يشرف على الشركة في لندن وزير يعرف برئيس مجلس الإشراف President of the Board of control وإلى جانب ذلك أصبح للحكومة البريطانية دور هام في اختيار الحاكم العام بكلكتا.
وقد شغل منصب الحاكم العام بالهند بعد هاستنجز، اللورد كورنوالس Lord Cornwallis، والذي يعد أيضاً من الشخصيات البريطانية التي لعبت دوراً هاماً بالهند. حيث تركت الإصلاحات الكثيرة، التي قام بها، آثارها العميقة في الهند حتى نهاية الحكم البريطاني.
من إصلاحاته البارزة في الهند، تجميده لنشاطات مجلس إدارة الإيرادات، لمخالفاته الصارخة، والتخلص من أعضائه بترحيلهم إلى بريطانيا، كذلك منع مستخدمي الشركة من ممارسة الأعمال التجارية لحسابهم، في الوقت الذي رفع فيه رواتبهم وقام بتوزيع اختصاصاتهم، فاختص فريق منهم بالشؤون التجارية فقط، في حين اختص فريق آخر بشؤون السياسة والإدارة. وهذا ما كان يعد البداية لسلك الخدمة المدنية الذائعة الصيت في تاريخ الهند.
وهكذا كانت لجهود كل من هاستنجز وكورنوالس أكبر الأثر في الإبقاء على شركة الهند الشرقية الإنجليزية قوية. وعندما غادر كورنوالس الهند في 1793 كانت شركة الهند الشرقية الإنجليزية أكبر قوة في الهند المجزأة، ولكنها مع ذلك كانت لا تسيطر إلا على جزء ضئيل من شبه القارة الهندية.
ثم جاء مورننجتون الذي عرف بعد ذلك ب وولسلي (بالإنجليزية: Lord Wallesley)‏ كحاكم عام للهند. والذي أخذ يرسم سياسة لتدمير قوة الماراثا، أقوى الممالك الهندية. التي تسيطر على الأجزاء الغربية والوسطى من شبه القارة الهندية، ويجعل من الشركة صاحبة السلطة العليا في الهند، بعد ضرب نظام حيدر اباد في هضاب الدكن. وسلطان تيبو في ميسور بالجنوب.
وكانت خطة وولسلي تقوم على تطويق قوة الماراثا، القوة الوطنية الوحيدة التي كانت تعمل لها الشركة ألف حساب. ولهذا فكر وولسلي في الاستيلاء على ميسور حتى يتمكن من ضرب الماراثا من الناحية الجنوبية في موطنها، والعمل على إضعاف حكومتها المركزية، ببذر الخلاف والفرقة في بونا، هذا إلى جانب إزالة كل أثر للقوة التي كان الفرنسيون قد نظموها هناك. وبعد حملة قصيرة وسريعة وصل وولسلي إلى ميسور. وبذلك يكون قد دفع بقوات الشركة إلى مقربة من موطن الماراثا.
ثم اتجه وولسلي بعد ذلك إلى نظام حيدر أباد، ودبر هناك انقلاباً تمخض عن تسريح قوات هذا النظام. والتي كان الفرنسيون يهيمنون عليها. وتم تحويل النظام هناك إلى مرتبة أمير تابع، وبذلك يكون وولسلي دفع بقواته من ناحية أخرى نحو الماراثا، التي أصبح متفرغاً لمنازلتها.
وقد استخدم وولسلي أسلوباً في مواجهة الماراثا لا يخلو من الالتواء، وذلك بعقده معاهدة مع أحد الخارجين على النظام هناك، والتي بموجبها أخذ يتدخل في شؤون الماراثا تحت ستار مناصرة السلطة الشرعية، داخل النظام القائم على المحالفات والحلفاء التابعين.
وهذا الأسلوب قد ساعد على دحر قوة الماراثا العسكرية في معركة اساي (1803) بمنطقة الدكن. والتي لم تكن النهاية لهذه القوة، بل يمكن أن نقول أنها بداية النهاية نظراً لعجز قوات الشركة في ذلك الوقت عن تتبع قوة الماراثا، والقضاء عليها خاصة أن الماراثا محاربون أكفاء، يجيدون الكر والفر والحرب داخل المستنقعات، ولهذا آثر وولسلي التراجع عن مواصلة الحرب في ذلك الحين.
ولم تفكر الشركة في أي مواجهة عسكرية مع قوات الماراثا إلا بعد أن أعادت ترتيب شؤونها العسكرية، بشكل مكنها من تدمير قوة الماراثا نهائياً في سنة 1818 ودخول عاصمتهم بونا، وانتزاع الراجبوات، عندما اضطر كل من الماراثا والراجبوات إلى عقد معاهدة تبعية.
وبذلك أصبح للشركة الإنجليزية السلطة العليا ببلاد الهند، حيث وضعت يدها مباشرة على وادي الكنج حتى دلهي، وموطن الماراثا بإقليم الدكن والمنطقة الساحلية المطلة على البحر العربي، والمناطق الساحلية الضيقة الممتدة من البنغال إلى الجنوب. أما القسم الداخلي فكان لا يزال عليه أمراء تحت الحماية، وكانت ممتلكات أحدهم وهو اسكنديا تعد دولة مستقلة.
وبينما كانت الشركة قد وضعت يدها على جل الأراضي الهندية، إذا بمملكة السيخ – وراء نهر ستلج، تمتد من ممر خيبر غرباً، إلى جلجت شمالاً وإلى ولاية السند جنوباً – في الشمال تنمو، وهي ولاية لا يستهان بها، ولذلك لم يتقدم إليها الإنجليز على التو من انتهائهم من الماراثا، بل ظلوا يراقبون نموها بعين الحذر، حتى لا تتجاوز الحد الذي يهدد مصالح الشركة، لكن أدى نموها بسرعة إلى إثارة مخاوف الإنجليز. ومن ثم قرروا الاتجاه إليها.
وجدير بالذكر أن البريطانيين كرروا مع السيخ نفس الخطة الاستراتيجية التي اتبعها وولسلي مع الماراثا، والتي قامت على تسريح قوات اسكنديا الضخمة في سنة 1843، وفتح ولاية السند في 1844 لنفس السبب الذي من أجله فتح وولسلي ميسور، وهو تمكين البريطانيين من ضرب العدو من الخلف وفي هذه المرة تم الإعلان عن تقديم ولاية كشمير رشوه لأقوى شخصية في إمبراطورية السيخ بهدف استمالتها. ولم يجد البريطانيين صعوبة في ذلك فسرعان ما ارتمت أقوى شخصية سيخية – الراجاجولاب سنغ أمير جيمو – في أحضانهم، من أجل الحصول على أهم ولايات السيخ. وبذلك وجد البريطانيين من الذرائع الكثير، للتدخل في مملكة السيخ وإعلان الحرب عليها. وبعد حملتين دمويتين قهرت آخر المماليك الهندية وضمت إلى بريطانيا في سنة 1848.
وبذلك استطاعت شركة الهند الشرقية الإنجليزية تكوين إمبراطورية بحد السيف على مدى مائة عام ضمت مناطق شاسعة بالهند امتدت من السند إلى البراهما بوترا ومن الهملايا إلى رأس قومورين.
إما إذا كانت هناك بعض الممالك، التي ظلت بمنأى عن سيطرة الشركة المباشرة – كشمير، جوالور، حيدر أباد، باروده، ترافا نكور، وولايات الراجبوت – وكذلك بعض الإمارات الصغرى التي اقتطعت من ولايات كبرى أو فصلت عنها، فالملاحظ أنها بالكامل تحولت إلى إقاليم تابعة معزولة عن بعضها البعض بشكل جعلها تفتقد إلى كيانات سياسية واقتصادية تحقق لها البعد عن سلطان البريطانيين.
وبينما كانت الشركة قد بدأت برئاسة اللورد دالهوسي – بعد أن شعرت بسلطانها الكامل على الهند – في وضع نظام إداري عصري، إذا بالهنود يتحركون في ثورة عارمة، عرفت بثورة 1857-1858، قامت على تحريكها وقيادتها الطبقات الحاكمة القديمة- الماراثا والمغول – للتخلص من الوجود البريطاني، الذي سلبها امتيازاتها وصلاحياتها السياسية. لكن الشركة استخدمت أسلوباً تميز بالشدة في مواجهة الأحداث، إلى أن تمكنت من القضاء عليها بعد قتال متقطع دام 18 شهراً. ولم تلبث شركة الهند الشرقية الإنجليزية التي كونت إمبراطورية ضخمة بالهند أن توقفت عن الوجود رسمياً في 1858. وفي ذات السنة أخذت الحكومة البريطانية تضطلع بشكل مباشر بشؤون الإدارة الهندية، بعد أن اقنعت ثورة 1857-1858 الحكومة البريطانية بضرورة إجراء تغييرات جذرية في أسلوب الحكم البريطاني في الهند.